# Ilbanseong-myeon
Ilbanseong-myeon (koreanska: 일반성면) är en socken i den södra delen av Sydkorea, 290 km söder om huvudstaden Seoul. Den ligger i kommunen Jinju i provinsen Södra Gyeongsang.